# Большая удача Шафта
«Большая удача Шафта» (англ. Shaft’s Big Score!) — американский криминальный блэксплотейшн-боевик Гордона Паркса 1972 года по сценарию Эрнеста Тайдимена. Продолжение фильма 1971 года «Шафт». В следующем 1973 году вышел «Шафт в Африке», последний фильм оригинальной трилогии.

## Сюжет
С детективом Джоном Шафтом связывается его старый друг и хозяин похоронного бюро Кэл Эсби, который сообщает, что у него неприятности, и просит немедленно приехать. Как только Шафт прибывает на место, офис Эсби вместе с ним самим неожиданно взрывается. Шафт беседует с прибывшим на место происшествия капитаном Боллином.
Деловой партнёр Эсби Джонни Келли должен боссу мафии Гасу Масколе 250 тысяч долларов. Такие деньги были у покойного Эсби, но в сейфе в похоронном бюро они отсутствуют. Попутно кто-то устраивает погром в доме сестры Эсби Арны, с которой у Шафта ранее завязались отношения. Капитан Боллин рассказывает Шафту, что Эсби и Келли занимались незаконной лотереей. Теперь же Эсби мёртв и мафия может прибрать к рукам часть его бизнеса. Хотя Эсби занимался незаконными вещами, лишние деньги он тратил на свой район, например, планировал сделать крупное пожертвование на строительство детской больницы.
Маскола требует от Келли расплаты по своим долгам. Более того он хочет войти в долю в его бизнесе. Келли сопротивляется этому. Он сообщает, что есть опасность от детектива Шафта, который дружит с сестрой покойного Эсби. Маскола обещает «позаботиться» о Шафте. Келли предлагает сотрудничество гарлемскому гангстеру Бампи, если тот поможет ему избавиться от Масколы. Масколе же Келли рассказывает, что Шафт, который много ошивается в Куинсе, работает на Бампи. Люди Масколы избивают Шафта и передают через него сообщение для Бампи, чтобы тот сидел в своём Гарлеме и не совался на чужую территорию в Куинс. Шафт рассказывает Бампи про двойную игру Келли. Люди Масколы нападают на Бампи, и тот решает поквитаться с Келли.
Келли догадывается, куда подевались деньги Эсби. Тот спрятал их в одном из гробов в своём похоронном бюро, а затем его в этом гробу похоронили. Келли отправляется на кладбище и откапывает деньги. Появляется на вертолёте Маскола. Он убивает Келли и его людей и забирает деньги. Прибывает Шафт. Он берёт Масколу в заложники вместе с деньгами. Начинается погоня, во время которой Маскола погибает. Шафту в какой-то момент всё же удаётся сбить преследующий его вертолёт мафии. Прибывает полиция во главе с капитаном Боллином. Шафт сообщает ему, что ничего ни о каких деньгах не знает, но намекает, что деньги скоро проявятся в Гарлеме, имея ввиду детскую больницу.

## В ролях
- Ричард Раундтри — Джон Шафт
- Моузес Ганн — «Бампи» Джонас
- Дрю Бундини Браун — Вилли
- Джозеф Масколо — Гас Маскола
- Кэти Имри — Рита
- Уолли Тейлор — Джонни Келли
- Джулиус Харрис — капитан Боллин
- Розалинд Майлз — Арна Эсби
- Джо Сантос — Паскаль
- Джахангир Гаффари — Джерри

## Производство
Работа над вторым фильмом началась ещё до премьеры первого. Режиссёром снова выступил Гордон Паркс, а сценаристом автор романов о Джоне Шафте Эрнест Тайдимен. Как и в случае с первым фильмом, второй фильм был полностью снят на натуре в Нью-Йорке, включая бруклинскую военно-морскую верфь и кладбище Сайпресс-Хиллз в Куинсе. Композитор Айзек Хейз, который получил «Оскар» «За лучшую песню» к прошлому фильму, отказался писать музыку для нового фильма, так как не сошёлся со студией MGM в цене.

## Выпуск и приём
Бюджет второго фильма вырос относительно первого. Продолжение хорошо выступило в прокате, собрав около $10 млн. От критиков же фильм получил смешанные отзывы. На сайте Rotten Tomatoes рейтинг «свежести» фильма составляет 58 % на основе 12 отзывов.
Роджер Эберт поставил фильму 3 звезды из 4, отметив, что фильм создан как развлечение для массовой аудитории и на этом уровне работает лучше, чем первый. Отмечалось, что хотя новый фильм и сделан качественно, он потерял всю суровость оригинального фильма, а раздутый финал с кучей экшена удивил бы даже Джеймса Бонда.